# نوروزأباد (سراخس)
نوروزآباد (بالفارسية: نوروزاباد) هي قرية في منطقة تاجان الريفية، في المنطقة الوسطى من مقاطعة سراخس، مقاطعة خراسان الرضوية، إيران. في تعداد عام 2006، كان عدد سكانها 235 نسمة، في 50 أسرة.